# Kaj Grundström
Kaj Torbjörn Grundström, född 19 oktober 1940 i Ekenäs, är en finlandssvensk företagsledare, journalist och politiker.
Grundström inledde sin bana som turistchef i Hangö 1962–1965 och var 1965–1968 knuten till Finlands Svenska Television, bland annat som biträdande redaktionschef för TV-nytt. Efter att ha blivit politices magister 1968 var han verkställande direktör och styrelseordförande i Vikinglinjen 1969–1973, projektchef vid Rederi Ab Sally 1981–1984, direktör vid Finnair 1985–1993 och verkställande direktör för Birka Line 1993–1996. Han tillhörde, som socialdemokrat, Helsingfors stadsfullmäktige 1977–1992 och var dess vice ordförande 1983–1987.